# 55381 Lautakwah
55381 Lautakwah è un asteroide della fascia principale. Scoperto nel 2001, presenta un'orbita caratterizzata da un semiasse maggiore pari a 3,2416997 au e da un'eccentricità di 0,1013189, inclinata di 6,38825° rispetto all'eclittica.